# Софрониево
Софрониево е село в Северозападна България. То се намира в община Мизия, област Враца.

## География
Софро̀ниево се намира на 57 километра североизточно от Враца, на 57 километра на север от Монтана, на 25 километра от Козлодуй и на 20 километра от Оряхово, между селата Крушовица (на 4 километра) и Бутан (на 3 километра). В близост до Софрониево е минавала някога теснолинейната железопътна линия, свързваща Оряхово с Червен бряг. Релефът е равнинен, в околностите на селото има възвишения с малка надморска височина. Климатът е типичен умереноконтинентален, като за есента са характерни чести мъгли. Зимата е студена и снеговита, пролетта е топла, лятото е горещо – обикновено температурите тогава са около и над 35 °С. В землището на селото, включващо повече от 75 хил. декара обработваема земя, се намира източният край на най-плодородната част от Дунавската равнина – Златията, започваща в околностите на град Вълчедръм и включваща земите между реките Цибрица и Огоста. Почвите са благоприятни за развитието на зърнени култури, овощни дървета, лози. В региона е развито говедовъдството, овцевъдството и птицевъдството, в последните години се засаждат и големи площи с малини. Преди демокрацията (1989) в селото се произвеждат семена от селскостопански култури. Софрониевското стопанство е едно от малкото печеливши в търговията със семена в чужбина стопанства в България. Трудът на селкостопанските работници беше високо заплатен.

## История
Историята на селището е описана в монографията „Софрониево“ на Богдан Николов, описал Рогозенското съкровище и открил уникалната и все още неразчетена писменост от Градешница. Според направените от Богдан Николов археологически разкопки първите обитатели на територията на сегашното село са дошли около 10 000 г. пр.н.е. – в изкопаните могили са открити запазени кости от мамути. В землището на Софрониево е открита най-старата бронзова фиала по българските земи. Наблизо е открито и съкровището от Рогозен. Има и находки на махайри – вид меч, разпространено бойно оръжие на траките. По време на Римската империя в близост до селото минава пътят свързващ главния град на провинция Прибрежна Дакия Рациария (до днешното село Арчар) с крепостта Аугуста (чието име е запазено в името на река Огоста). През 441 – 442 година хунският владетел Атила предприема жестоки нападения срещу Прибрежна Дакия и съседните ѝ провинции. При император Зенон (474 – 491) големи пространства в областта са запустели. Малкото останало население, още не отдъхнало от хунските грабежи, е подложено на нашествието на остготите. За да ги направи безопасни, император Зенон прави краля им Теодорих патриций и военачалник на земите по Долни Дунав. Възползвайки се от тези привилегии, Теодорих ограбва Крайбрежна Дакия, Долна Мизия и Тракия. Всякакъв стопански и културен живот замира и областта се превръща в безплодна пустиня. В 488 г. остготите се преселват в Италия. Но положението и след това не се променя, тъй като към 440 – 450 г. на юг от Дунава започват да нахлуват и да нанасят големи опустошения други варварски племена – славяните.
В 1396 година областта попада в ръцете на османските турци и до 1889 г. историческите паметници за областта са оскъдни. Първите писмени сведения в османски административни документи за съществуването на селище под името Сирбениче датират от 1673 година. В края на 18 век селото е в пределите на Видинския санджак, и когато тогавашният паша Осман Пазвантоглу се обявява за независим владетел през периода 1793 – 1807 година местните жители са изправени пред заплахата от пълно унищожение. В продължение на 15 години султан Селим III предприема три военни похода срещу Пазвантоглу, като на два пъти безуспешно обсажда Видин и за непокорните „неверници“ от цялата околия настъпват тежки времена. В резултат на тези нескончаеми войни между Пазвантооглу и Високата порта цялата крайбрежна ивица около Дунава е била обезлюдена, че плодородните земи тук дълго време останали необработвани. Търсейки начин за оцеляване, тогавашните жители на селото решават да се преселят в Ефляк (Влашко). Причината е, че селото губи сатута си на независим страж на царския път към Видин – старият римски път, който съществува и до днес. В селищата Лунга маре и Лунга мика изселническата общност преживява около три десетилетия, след което със султанско разрешение се завръща и се заселва около стара църквица от времето на цар Калоян, днес ограбена, и отново създават село Сърбеница.
През 1861 г. турското правителство започва да заселва татари във Видинския санджак. С тяхното преселване и настаняване е натоварен от Високата порта Нуарет бей, който също бил от татарски произход. Това преселване е посрещнато враждебно от българското население, тъй като татарите са привилегировани във всяко отношение.
Названието на селото до 1934 година е Сърбеница, след което името му е сменено от дошлото на власт на 19 май правителство на Кимон Георгиев. Оттогава то се нарича Софрониево.
Влашкият (олтенски диалект) се говори в селото така добре, както и българският език. По време на Междусъюзническата война през 1913 г., напредвайки към Враца, през селото преминава механизирана румънска дивизия и местните жители за първи път виждат автомобили. В миналото главната улица, която разделя селото на 2 части, които от наврмето са враждували помежду си – кетрани и виани. Кетраните са селяните, намиращи се до реката, а названието си носят от влашката дума за камък кятра, то ест основатели – смята се, че това са първите завърнали се от Влашко заселници. Антропологически кетраните и до днес имат особена структура, вероятно поради затворения начин на живот и бракосъчетаване в турския период. От другата страна – по-голямата част от селото – се намирали вианите – името им идва от влашката дума за лоза или от виу, на румънски идвам, то ест пришълците в селото, присадените.
За какво са воювали кетраните и вианите днес не е известно, но бабите още разказват как свадите протичали с боеве с чували, пълни с пясък, с камъни и тояги. След Първата световна война през 1919 година в Софрониево са се заселили български бежанци – торлаци от Западните покрайнини, които по силата на Ньойския договор остават в Сърбия). Торлаците издигат своите къщи във виянската половина – най-северният край на селото.
Софрониево е едно от селата, през които преминава Христо Ботев по пътя към Стара планина и днес през Софрониево ежегодно на 28 май минава, походът по пътя на Ботевата чета, който тръгва от Козлодуй към Врачанската планина. Нито един местен жител (с изключение на даскала от Козлодуй и 11 мъже от съседното село Бутан) не се е присъединил към Ботевите четници. Причината може би се крие в живеещите в съседство черкези, които още с пукването на първата пушка в Копривщица недвусмислено показват на местните жители, че ще изгорят всички къщи, ако дори и един мъж се присъедини към въоръжената „гяурска войска“. Татарите и черкезите останали във Видинския санджак до 1878 година, след която се изселват в Турция и Южна Украйна.

## Население
Преброяване на населението през 2011 г.
Численост и дял на етническите групи според преброяването на населението през 2011 г.:
|                     | Численост | Дял (в %) |
| Общо                | 1561      | 100,00    |
| Българи             | 1450      | 92,88     |
| Турци               | 0         | 0,00      |
| Цигани              | 28        | 1,79      |
| Други               | 4         | 0,25      |
| Не се самоопределят | 7         | 0,44      |
| Неотговорили        | 72        | 4,61      |

## Обществени институции
В селото има училище – ОУ „Отец Паисий“, съществуващо вече 150 години. Около сградата има двор, снабден със спортни съоръжения.
Някогашната „Здравна служба“ на селото е включвала лекарски, зъболекарски кабинет и акушерска стая. Цялата сграда вече не се поддържа и не функционира. Местните лекар и зъболекар работят в домовете си.

## Културни и природни забележителности
- До площада в селото има двуетажна концертна зала – „Пробуда“. В нея се провеждат концерти по случай църковни празници, като Великден, празника на селото, 24 май, отбелязване на юбилеи и други. За събора, провеждан през съботата и неделята от последната седмица от месец август, в същата зала всяка година пеят известни изпълнители. По възрастните жители още могат да разкажат за златния период на залата (1985 – 1990 г.), когато свои концерти са изнасяли Лили Иванова, Орлин Горанов, Георги Христов, сестри Аджови и много други.
- Освен действащата днес църква, в селото има и късносредновековна църква „Св. Никола“, датираща вероятно от XVI век. Днес тя не е действаща, но е една от културните забележителности на селото. Това е своеобразната емблема на Софрониево.
- Близо до вилните зони на селото се намира хижа, която също не функционира понастоящем. В околностите ѝ се намира местността Въртопа – обширни поляни и гори, чудесно място за разходка и отдих. В близост се намира изворче, което вероятно е дало името на местността. В нея се нямира и Оброчен камък и паметен знак, че там е почивала Ботевата чета и четниците са играли хоро според думите на стари местни хора.
- Близо до селото се намира река Огоста. В близкото минало двете помпени станции, които се намират до реката, напояват нивите на местните жители, но днес те не работят. Днес реката служи за риболов и отдих. Любимо място за къпане е местността Върбата, разположена в съседство с Помпената станция.
- Стадионът на селото, построен през 1933 г., е едно от съоръженията, които са били гордост в близкото минало на софрониевчани, тъй като не са малко успехите, които е жънел на него местният футболен отбор Ураган 33. Не на последно място заслужава да се спомене и факта, че това е един от първите стадиони в областта, който е разполагал с изкуствено осветление. Днес лекоатлетическата писта, осветителните панели и съблекалните на стадиона не се поддържат, но тревното покритие е в отлично състояние и на него редовно се провеждат футболни срещи от аматьорската футболна група, в която се състезава отбора. През 2003 година чрез футболна среща между бившите звезди се отпразнува 70-ата годишнина от създаването на отбора.

## Редовни събития
Всяка година по традиция се празнува празникът на селото – сборът. Празникът се състои в края на последната седмица от месец август. Прието е да идват гости сборяни, при местните жители, а празнуването продължава 2 – 3 дена. Ядат се млади агнета, приготвени по традиционни рецепти за този край. На втората вечер от Великден на площада в центъра на селото свири оркестър (т. нар. „ора пащулуй“). По врме на този празник се разнасят менци или кофи с вино, украсени с цветя, и виното се раздава на присъстващите за здраве. На особен почит по време на празника е тупанджията (този който бие тъпана) по неизвестни причини. Освен оркестър, всяка година идват увеселителни люлки. Площадът е пълен с хора, което е необичайно за иначе тихото село. Празненствата продължават след полунощ.

## Личности
- Цвятко Божков (1923 – ?), политик от БКП и професор
- Анастасия Тодорова Шубанова (1936) - химик, автор на 13 книги по специалността; носител на медали от олимпиади по химия
- Михаил Михайлов (Шубанов) - художник, 1949 - Народен театър "Иван Вазов", 1955 - Национална опера и балет